# Dečja vas
Dečja vas – wieś w Słowenii, w gminie Trebnje. W 2018 roku liczyła 86 mieszkańców.